# Casa Memorială „Ion Luca Caragiale”
Casa Memorială „Ion Luca Caragiale” este un muzeu județean din I. L. Caragiale, județul Dâmbovița, România. Reînființată în anul 1979, într-o casă construită în stil rustic, Casa Memorială "Ion Luca Caragiale" adăpostește mărturii scrise ale vieții și activității marelui dramaturg, născut la Haimanale, care au rolul de a aduce în atenția vizitatorului viața cu frământările și împlinirile sale, ale geniului dramaturgiei românești. Muzeul prezintă vizitatorului mărturii documentare, cărți în ediții princeps, fotografii, afișe, mobilier de epocă, obiecte personale, afișe artistice ale pieselor lui I. L. Caragiale, jucate pe mari scene ale lumii: New York, Londra, Roma, Milano, Tokio, Paris.